# Havana
Pour les articles homonymes, voir Havana (homonymie).
Pour plus de détails, voir Fiche technique et Distribution.
Havana est un film américain réalisé par Sydney Pollack, sorti en 1990.

## Synopsis
Fin 1958, le joueur de poker professionnel Jack Weil se rend à La Havane pour une partie très importante, alors que la révolution cubaine touche à sa fin. Il fait la connaissance de Roberta, une jeune femme liée aux forces révolutionnaire de Fidel Castro et mariée au leader du groupe, Arturo Durán. Jack est immédiatement séduit par Roberta. Quelques heures après leur arrivée, des rumeurs annoncent l'exécution d'Arturo Durán alors que Roberta est emprisonnée. Jack doit alors choisir entre sa partie de poker et partir à la recherche de Roberta.

## Fiche technique
Sauf indication contraire, les informations mentionnées dans cette section peuvent être confirmées par la base de données cinématographiques IMDb,  présente dans la section « Liens externes ».
- Titre : Havana
- Réalisation : Sydney Pollack
- Scénario : Judith Rascoe et David Rayfiel, avec la participation non créditée de Paul Schrader
- Photographie : Owen Roizman
- Musique : Dave Grusin
- Décors : Terence Marsh
- Costumes : Bernie Pollack
- Effets spéciaux : William Dawson[Lequel ?] et Tony Vandenecker
- Production : Richard Roth et Sydney Pollack
- Sociétés de production : Mirage Enterprises et Universal Pictures
- Distribution : Universal Pictures (États-Unis), United International Pictures (France)
- Pays d'origine :  États-Unis
- Budget : 40 millions de dollars
- Format : couleurs
- Genre : drame
- Durée : 140 minutes
- Dates de sortie :
  -  États-Unis : 14 décembre 1990
  -  France : 27 février 1991

## Distribution
- Robert Redford (VF : Claude Giraud) : Jack Weil
- Lena Olin (VF : Anne Deleuze) : Roberta « Bobby » Durán
- Alan Arkin (VF : Georges Claisse) : Joe Volpi
- Tomás Milián : Menocal
- Daniel Davis (VF : Daniel Gall) : Marion Chigwell
- Tony Plana : Julio Ramos
- Betsy Brantley (VF : Virginie Ledieu) : Diane
- Lise Cutter : Patty
- Richard Farnsworth (VF : Henri Labussière) : le professeur
- Mark Rydell (VF : Jacques Deschamps (acteur)) : Meyer Lansky
- Vasek Simek (VF : Georges Atlas) : Willy
- Fred Asparagus (VF : Vincent Grass) : Baby Hernandez
- Richard Portnow : Mike MacClaney
- Dion Anderson (VF : William Sabatier) : Roy Forbes
- Carmine Caridi (VF : Benoît Allemane) : le captiaine Potts
- Raúl Juliá : Arturo Durán (non crédité)

## Production

### Genèse et développement
Le projet, initialement titré The Havana Colony, est commandé à Paul Schrader par la Paramount en 1975 (c'est-à-dire au moment où se tournent Taxi Driver de Martin Scorsese et Obsession de Brian De Palma, qu'il a écrit). Paul Schrader développe un film noir situé durant les dernières heures de Cuba sous Batista et l'arrivée imminente au pouvoir de Fidel Castro. Le scénariste décrit le film et son personnage principal, un ancien héros de la guerre du Pacifique devenu joueur et mercenaire, de la manière suivante : « C'est un film sur la chute de Cuba et d'un homme qui pense être Humphrey Bogart dans Casablanca pour ne se rendre compte trop tard qu'il n'est que Marlon Brando dans Le Dernier Tango à Paris ».
Finalement, tout comme Légitime Violence (qui devait être sa première réalisation et qui sera signé par John Flynn) et Rencontres du troisième type (qu'il désertera pour laisser le champ libre à Steven Spielberg, ce qu'il regrettera plus tard), Paul Schrader sera dépossédé du projet. Il est ainsi totalement repensé par la scénariste Judith Rascoe. Il faudra attendre la fin des années 1980 pour que Sydney Pollack (qui a déjà tourné Yakuza d'après Schrader) s'y intéresse et décide de faire réécrire le film par son scénariste attitré, David Rayfiel.
Si Havana ne verra le jour qu'en 1990, deux films similaires sortiront en 1979 : Cuba de Richard Lester avec Sean Connery et Cabo Blanco de Jack Lee Thompson avec Charles Bronson et Dominique Sanda.

### Attribution des rôles
Lorsque le film était en développement dans les années 1970, Jack Nicholson et Jane Fonda devaient tenir les rôles principaux.
Sydney Pollack dirige ici Robert Redford pour la septième et dernière fois, après Propriété interdite (1966), Jeremiah Johnson (1972) et Nos plus belles années (1973), Les Trois Jours du Condor (1975), Le Cavalier électrique (1979) et Out of Africa (1985). Il est d'ailleurs intéressant de noter que c'est la troisième fois que Redford est doublé par Claude Giraud, sa voix officielle jusqu'en 2008, pour un film de Sydney Pollack après Nos plus belles années (première fois que Giraud double Redford) et Out of Africa. Pour les quatre autres films du duo Redford/Pollack, l'acteur fut respectivement doublé par Marc Cassot sur Propriété interdite, Gérard Dessalles sur Jeremiah Johnson, Marc de Georgi sur Les Trois Jours du Condor et Bernard Murat sur Le Cavalier électrique[réf. nécessaire].
L'acteur portoricain Raúl Juliá n'est pas crédité au générique du film en raison d'un conflit avec les producteurs à propos de la place de son nom sur l'affiche du film.
Sharon Stone et Sonia Braga ont été envisagées pour le rôle de Bobby Durán, avant qu'il revienne finalement à Lena Olin.

### Tournage
Le tournage a eu lieu en République dominicaine, l'équipe n'ayant pas eu l'autorisation de tourner à Cuba.

## Distinctions
Source : Internet Movie Database
- Oscars 1991 : nomination à l'Oscar de la meilleure musique de film
- Golden Globes 1991 : nomination au Golden Globe de la meilleure musique de film
- Grammy Awards 1992 : meilleure composition instrumentale composée pour le cinéma ou la télévision